# Panzano in Chianti
Panzano in Chianti ist ein Ortsteil (Fraktion, italienisch frazione) der italienischen Gemeinde Greve in Chianti in der Metropolitanstadt Florenz in der Region Toskana.

## Geografie
Der Ort liegt ca. 5 km südlich des Hauptortes Greve in Chianti und ca. 30 km südlich der Regional- und Provinzhauptstadt Florenz im Gebiet des Chianti an der Grenze zur Provinz Siena. Der Ort liegt bei 498 m s.l.m. und hatte 2001 ca. 1000 Einwohner, 2011 waren es 1161. Nordöstlich von Panzano in Chianti fließt die Greve, südwestlich die Pesa. Der Ort Mercatale in Val di Pesa (Gemeinde San Casciano in Val di Pesa) liegt ca. 15 km nordwestlich, San Donato in Poggio (Gemeinde Barberino Tavarnelle) liegt ca. 7 km westlich, Castellina in Chianti liegt ca. 10 km südlich und Radda in Chianti liegt ca. 10 km südöstlich. Siena liegt ca. 30 km südlich.

## Geschichte
Erste Siedlungen in der Gegend entstanden durch die Etrusker. Erstmals dokumentiert wurde der Ort am 2. Oktober 1041 in einem Schriftstück der Abtei Abbazia di San Michele Arcangelo in Badia a Passignano (liegt heute im Gemeindegebiet von Barberino Tavarnelle). Weitere Erwähnung erfuhr der Ort am 30. März 1085 in einem Dokument der Pievere di San Leolino a Flacciano und 1103 von Papst Paschalis II. (plebem Sancti Leolini sitam in Panzano cum curte). Der Ursprung der Burg ist unbekannt, sie entstand wahrscheinlich durch die Guidi oder durch die Republik Florenz, die die Burg als Außenposten zur Verteidigung gegen Angriffe aus Siena nutzte. Danach herrschte die Familie der Firidolfi (später Firidolfi-Ricasoli) im Ort. Der Ort Panzano wurde aufgrund seiner Zugehörigkeit zu den Guelfen nach der Schlacht von Montaperti 1260 zerstört. Das an der Burg anliegende Borgo entstand im 12. Jahrhundert als Marktplatz. Der Burgherr Messer Luca di Totto da Panzano nahm 1378 am Ciompi-Aufstand in Florenz Teil und verlor dadurch sein Eigentum in Panzano. Nach der Niederlage der Republik Siena im Konflikt mit Florenz 1555 verlor der Ort seinen Stellenwert als Grenzburg an der Grenze zu Siena und damit seine strategische Position. Zu dieser Zeit entstand die Häuserreihe unterhalb des Borgo, die heute zur Piazza Gastone Bucciarelli an der Hauptstraße führt.

## Sehenswürdigkeiten

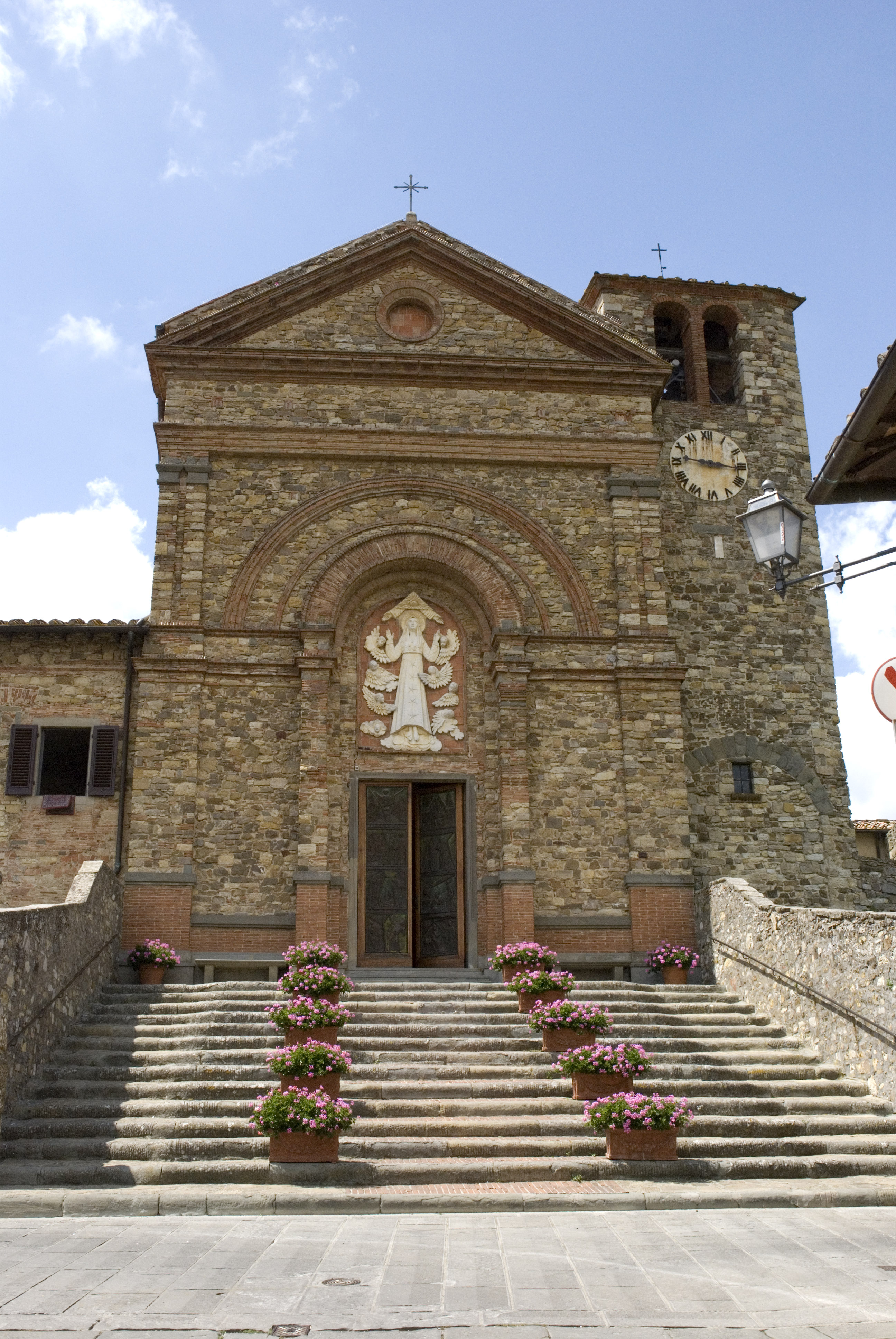
Die Kirche Santa Maria im Ortskern

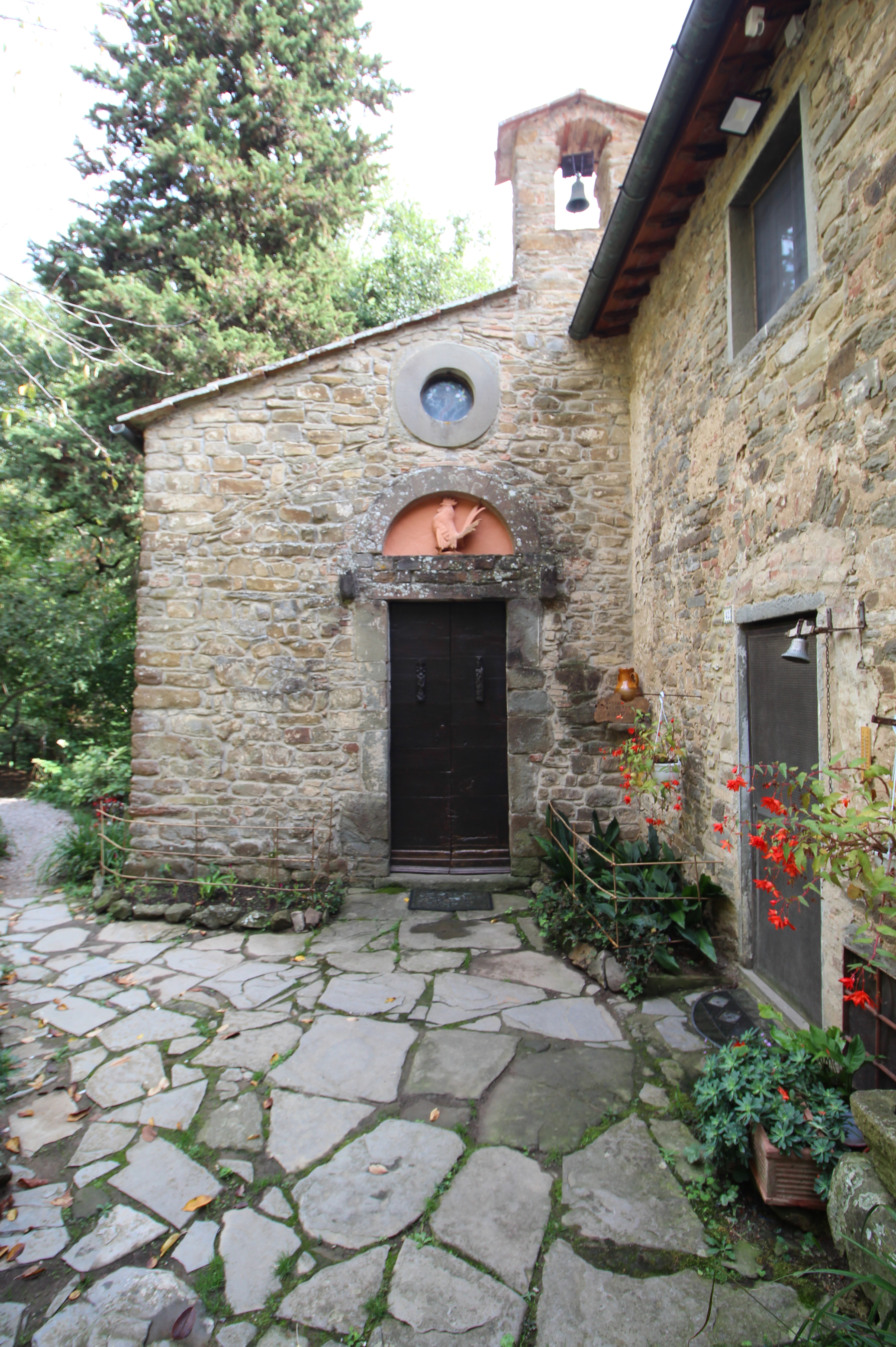
Die Kirche San Pietro alle Stinche, Località Le Stinche

- Castello di Panzano, Burg im Ortskern, die 1250 in den Bund der Val di Greve eintrat.[10] Wurde 1397 von Siena und Alberico da Barbiano eingenommen. Nach einem weiteren Angriff von Siena wurden die beschädigten Ringmauern 1434 tiefer gemauert.[7] 1478 wurde der Ort von Siena mit seinen Verbündeten aus Neapel abermals angegriffen.[10] Heute ist die Burg in Privatbesitz,[5] wobei die Ringmauern, der Hauptturm (Mastio) und zwei kleinere Türme noch vorhanden sind. Ein dritter Wehrturm dient heute der anliegenden Kirche Santa Maria als Glockenturm.[10] Auch das einzige originale Burgtor besteht noch, die rückseitige Maueröffnung entstand erst später.[9]
- Chiesa di Santa Maria, Kirche im Ortskern, die zum Bistum Fiesole gehört. Entstand am Ende des 19. Jahrhunderts über einer Kirche aus dem 13. Jahrhundert. Enthält das Leinwandgemälde Matrimonio mistico di Maria Maddalena de’ Pazzi (um 1669 entstanden) von Pietro Dandini sowie das dem Michele di Ridolfo del Ghirlandaio zugeschriebene Gemälde Annunciazione. Dieses wird umgeben von den Figure di Santi des Bernardo di Stefano Rosselli. Die Fresken der Apsis wurden von Alfredo Cifariello gestaltet.[1] Der Campanile entstand aus einem der früheren Wehrtürme.[10]
- Pieve di San Leolino, auch Pieve di Panzano genannt, Pieve ca. 1 km südlich des Ortskerns. Wurde bereits 1085 als Pievere di San Leolino a Flacciano erwähnt.[6] Enthält Werke des Raffaellino del Garbo (Battesimo di Gesù, Fresko, zugeschrieben), des Meliore di Jacopo (Madonna in Trono tra i santi Pietro e Paolo e storie dei due Santi, 13. Jahrhundert), des Mariotto di Nardo (Madonna, il Bambino e quattro Santi) und des Giovanni della Robbia (Sohn des Andrea Della Robbia).[6] Das Triptychon Matrimonio mistico di Santa Caterina d’Alessandria, San Pietro, San Paolo stammt von dem Meister von Panzano (Maestro di Panzano) und entstand im 13. Jahrhundert.[11]
- Oratorio di Sant’Eufrosino, Oratorium ca. 2 km südwestlich des Ortskerns gelegen. Das ältere Gebäude entstand, um die Reliquien des Sant’Eufrosino aufzubewahren. Das heutige Gebäude stammt aus dem 15. Jahrhundert und enthält die Edicola gotica, eine Ädikula, das Fresko Santa Caterina d’Alessandria, das Leinwandgemälde Madonna e Santi (18. Jahrhundert), die Terrakotta-Statue Sant’Eufrosino giacente (17. Jahrhundert) sowie eine weitere Kapelle.[1]
- Cappella di Santa Maria delle Grazie, auch Cappella delle Croci genannt, Kapelle kurz südwestlich der Burg an der Wegkreuzung nach Mercatale in Val di Pesa und Piazza (Castellina in Chianti). Entstand 1855 zum Ende der Cholera-Epidemie über einem älteren Oratorium.[12]
- Eremo di San Pietro alle Stinche, Kirche und heutige Einsiedelei in der Località Stinche ca. 3 km südöstlich von Panzano am Übergang des Tales der Pesa in das der Greve. Namensgebend ist die ehemalige Burg Castello delle Stinche, die zur fiorentiner Familie der Cavalcanti gehörte und im Konflikt zwischen Weißen und Schwarzen Guelfen 1304 und 1452 endgültig zerstört wurde.[13] Die Gefangenen von 1304 wurden nach Florenz verbracht, hier gaben sie den Namen zu dem 1299 entstandenen Gefängnis Carcere delle Stinche, das sich am Platz des heutigen Teatro Verdi (1833 entstanden) an der Via Ghibellina befand.[14] Die Kirche San Pietro alle Stinche (auch San Pietro a Le Stinche) wurde erstmals 1260 im Libro di Montaperti, einem Schriftsatz zur Schlacht von Montaperti, erwähnt und zählte die Kirche der Pieve von San Leolino von Panzano zugehörig. Die heutige Einsiedelei entstand Ende der 1960er Jahre durch Giovanni Vannucci (1913–1984) und gehört zum Orden der Serviten.[13]

## Verkehr
- Panzano in Chianti liegt an der Regionalstraße Strada Regionale SR 222, die Florenz mit Siena verbindet.
- Die nächstgelegene Anschlussstelle an den Fernverkehr liegt bei San Donato, ca. 10 km entfernt. Sie liegt an der RA 3, die Florenz mit Siena verbindet.

## Lokale Spezialitäten
- Tonno del Chianti, traditionelle Spezialität, die nur in Panzano in Chianti noch hergestellt wird.
- Chiantiwein

## Bilder

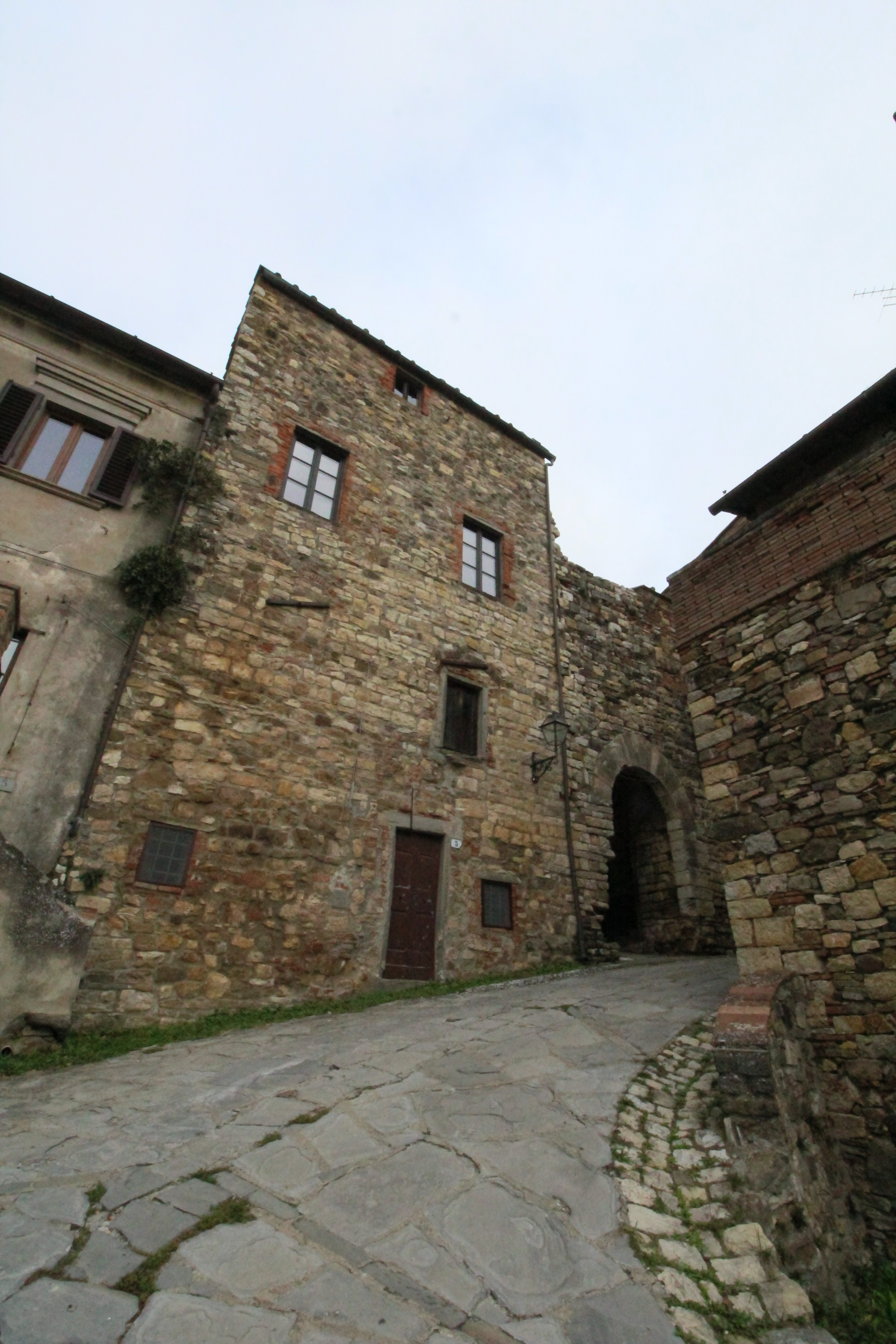
Das Eingangstor zur Burg
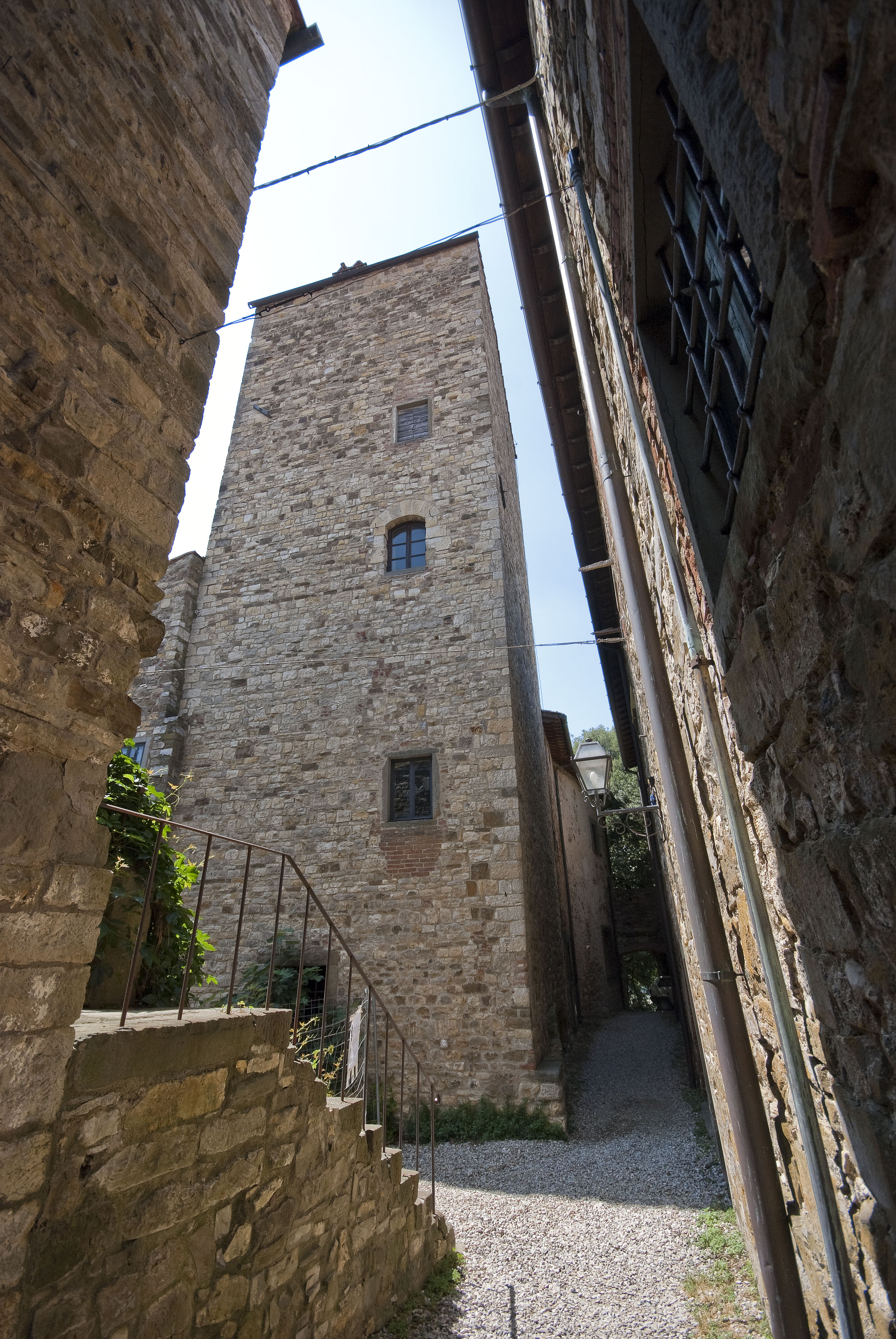
Der Hauptturm (Mastio) der Burg
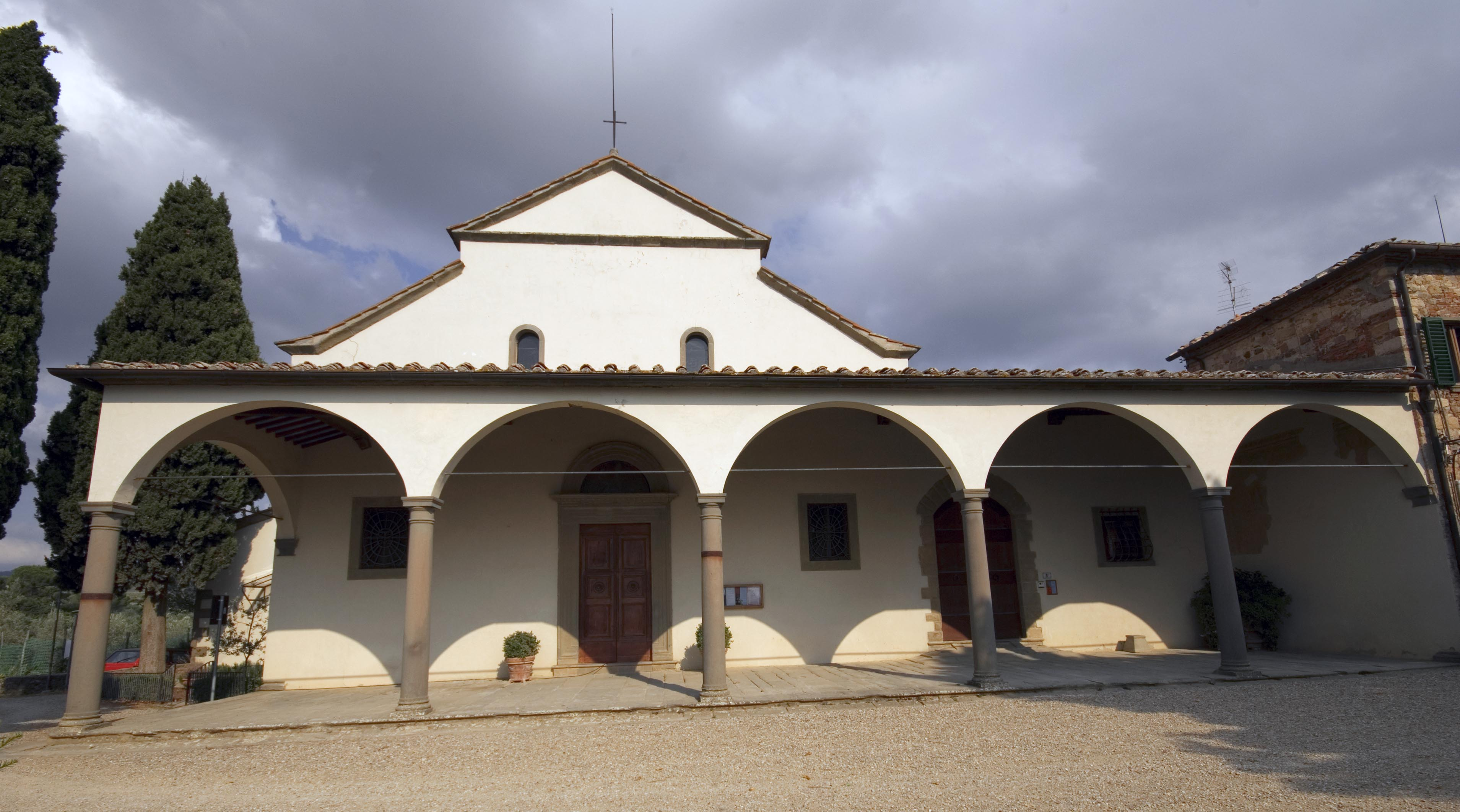
Die Pieve San Leolino
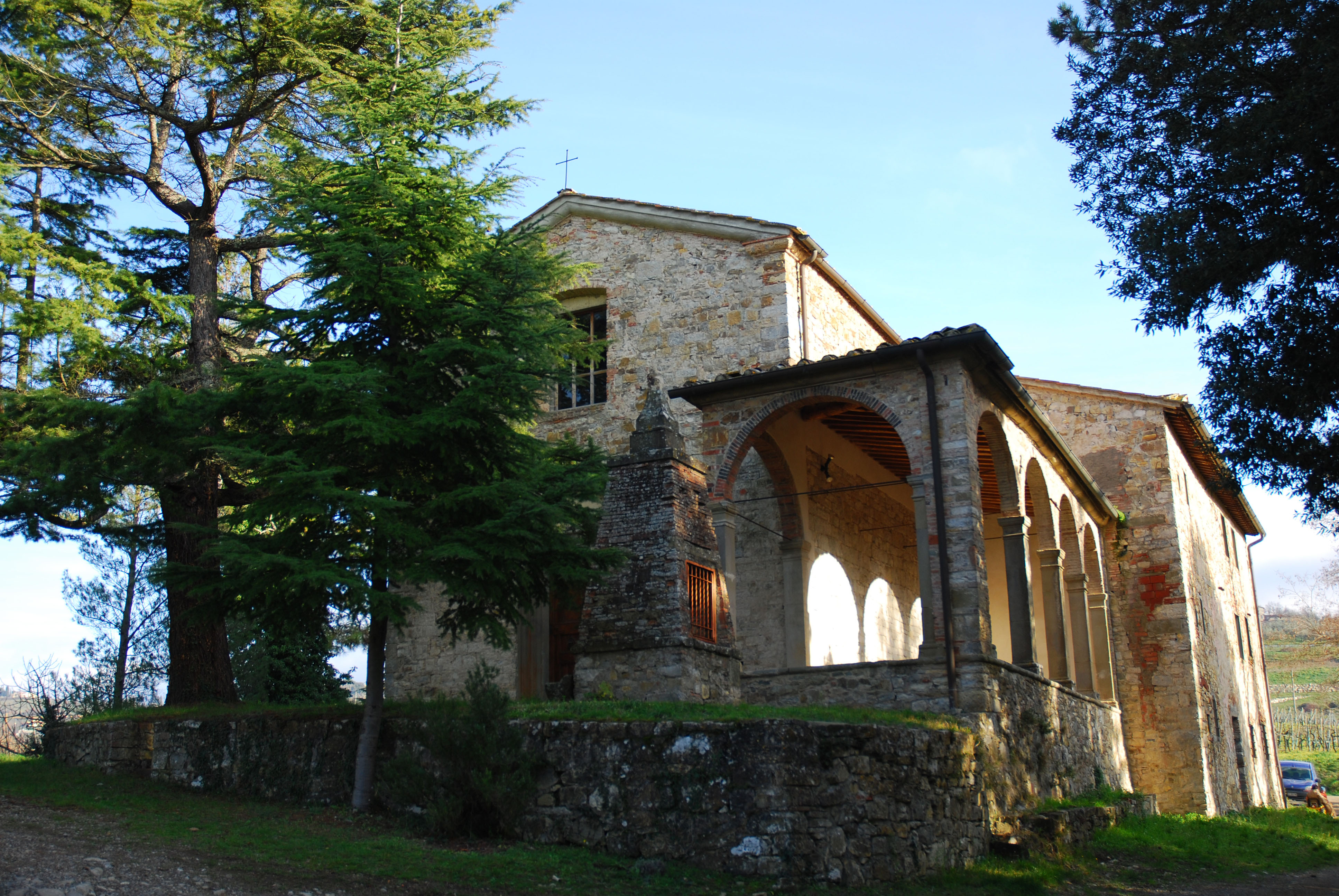
Das Oratorio di Sant’Eufrosino
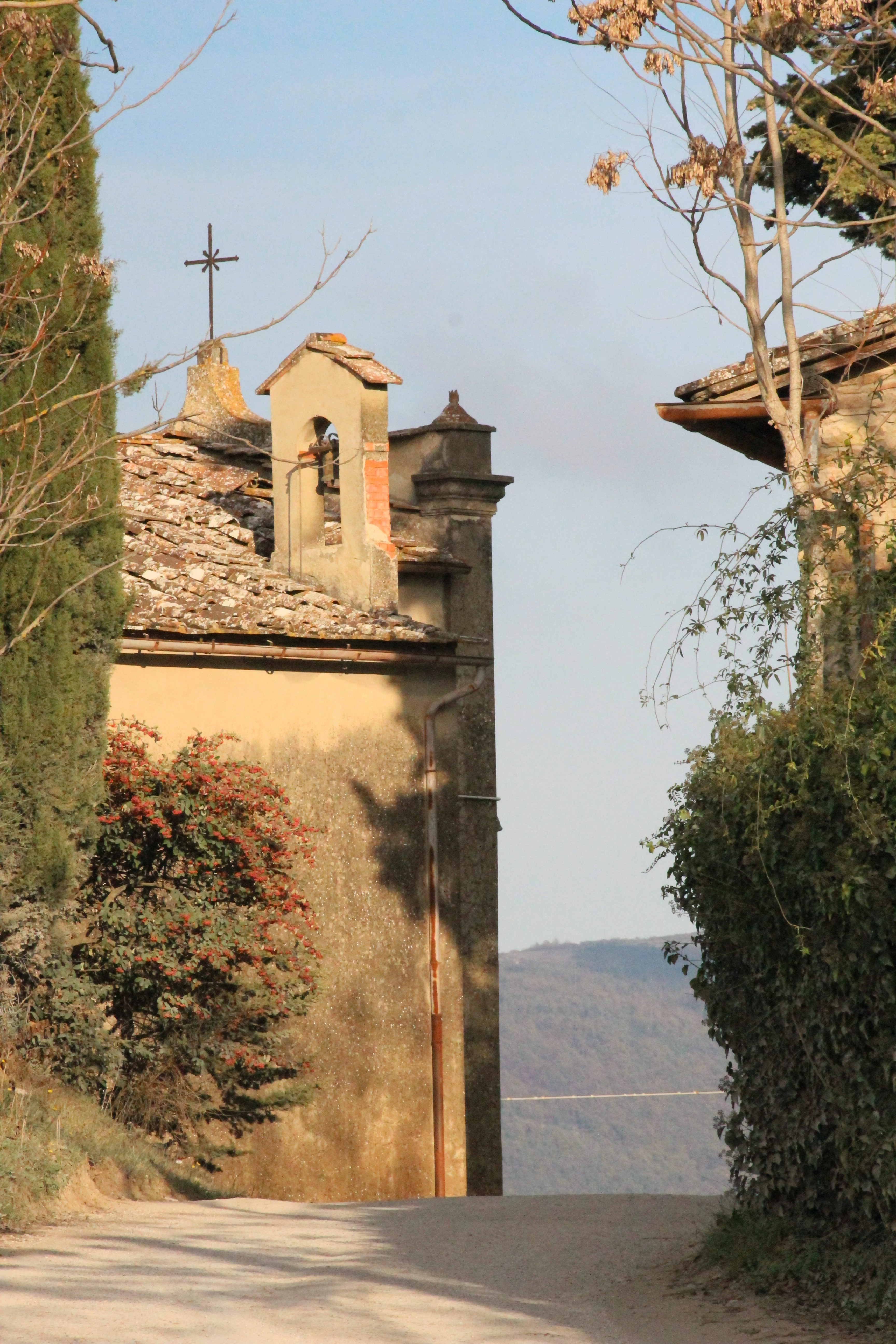
Die Cappella delle Grazie (Cappella delle Croci)